# François Tombalbaye
François Tombalbaye, også kaldt N'Garta Tombalbaye (født 15. juni 1918, død 13. april 1975) var en tchadisk politiker og blev Tchads første præsident.
Tombalbaye var præsident i Tchad i perioden 11. august 1960 til 13. april 1975, og var også regeringschef i perioden 26. marts 1959 til 13. april 1975. Han blev, da den tchadiske hær stormede præsidentpaladset.